# إدغاردو غاليندز
إدغاردو غاليندز (بالإسبانية: Edgardo Galíndez)‏ هو لاعب كرة قدم أرجنتيني في مركز الدفاع، ولد في 1 ديسمبر 1982 في سان ميغيل دي توكومان في الأرجنتين. لعب مع أتليتيكو توكومان.

## وصلات خارجية
- إدغاردو غاليندز على موقع Soccerway.com (الإنجليزية)